# そう快!ヒデタミン
そう快!ヒデタミン（そうかいひでたみん）はフジテレビ系列にて1998年10月4日から1999年3月28日まで毎週日曜日12:00〜13:00に放送された中山秀征司会のバラエティ番組である。制作は渡辺プロダクション。

## 番組内容
健康を関するエンターテインメントの番組でテーマにした番組である。

## 出演者
★は『トロトロでいこう!』から続投。
司会
- 中山秀征★
- 川原亜矢子

パネラー
- 飯島愛★
- 掛布雅之
- アクシャン
- 露木茂（当時アナウンサー）

## 備考
- 近畿地方は関西テレビではなくKBS京都とサンテレビで放送された。

| フジテレビ 日曜12:00枠                   | フジテレビ 日曜12:00枠 | フジテレビ 日曜12:00枠 |
| 前番組                                   | 番組名                 | 次番組                 |
| ---------------------------------------- | ---------------------- | ---------------------- |
| トロトロでいこう! ↓ Oh!トロトロでいこう! | そう快!ヒデタミン      | ウチくる!?             |